# غرايسالينيا
بلدية غرايسالينيا (بالإسبانية: Grisaleña)‏, هي إحدى بلديات مقاطعة برغش, التي تقع في منطقة قشتالة وليون, والتي تقع في شمال غرب إسبانيا.
يبلغ عدد سكانها 49 نسمة وفقاً لإحصائية سنة (2002).